# Grolman (Adelsgeschlecht)

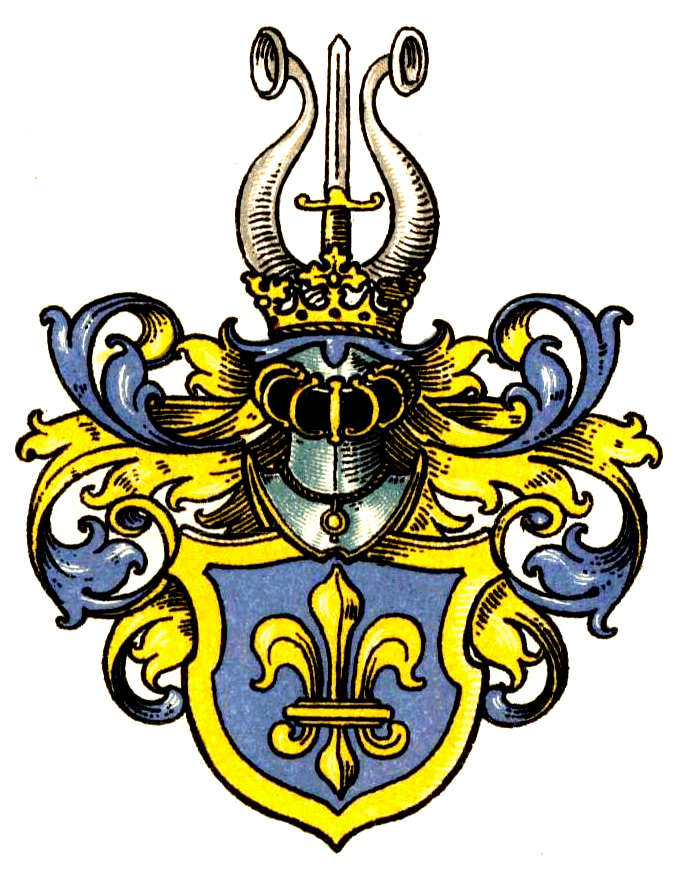
Wappen derer von Grolman von 1741

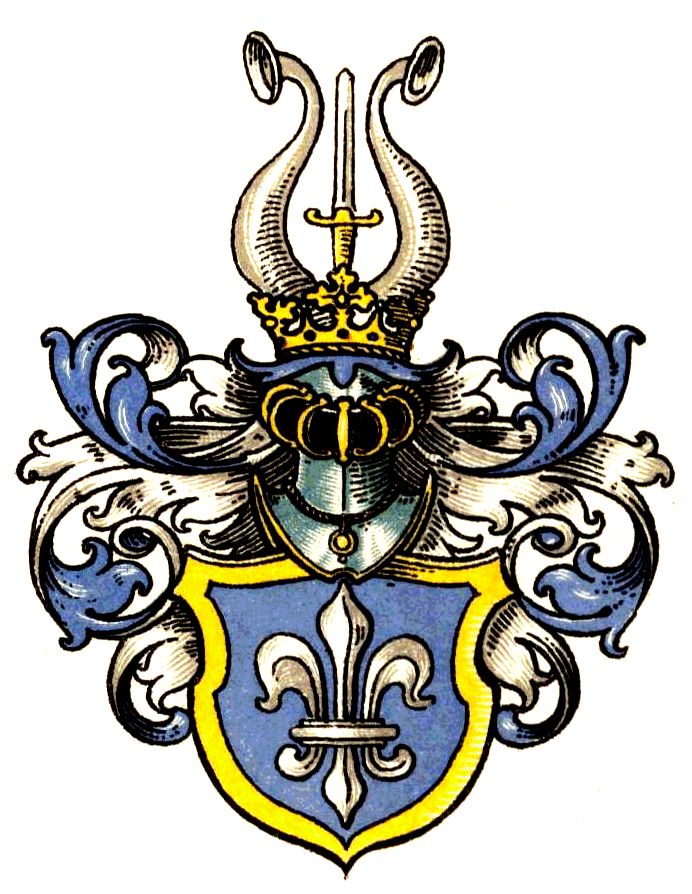
Wappen derer von Grolman von 1786 und 1812

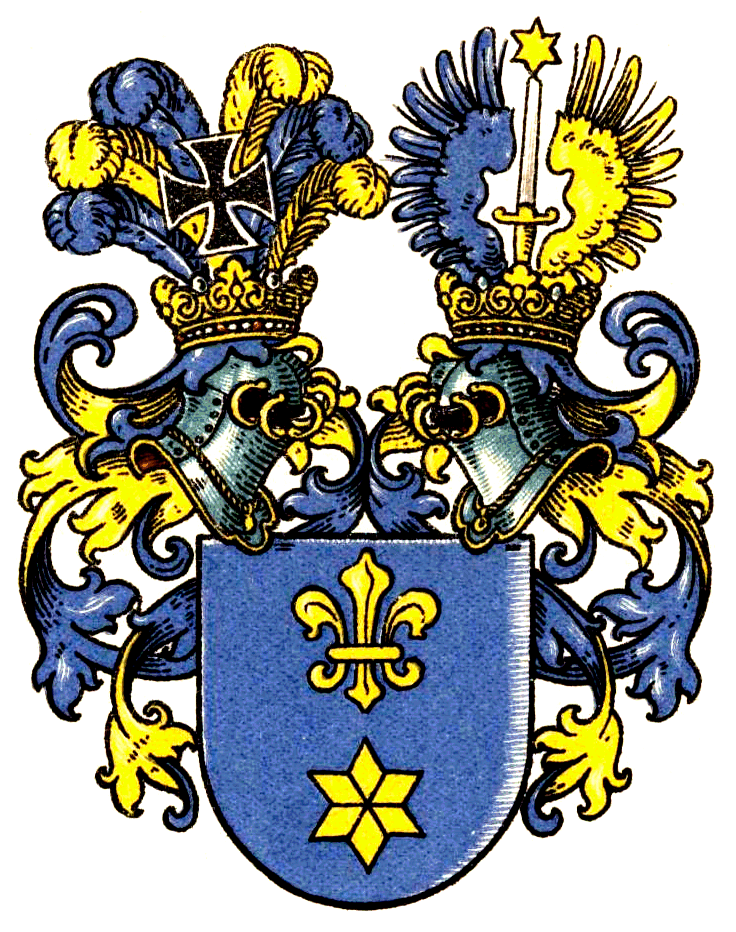
Wappen derer von Grolman von 1871

Grolman oder früher auch Grollmann ist der Name einer westfälischen Familie, die im 15. Jahrhundert das zur Abtei Essen und deren Hof in Huckarde gehörende Gut „zum Grole“ im Kirchspiel Wattenscheid zum Lehen hatte, wonach die Inhaber damaliger Sitte entsprechend „Grolman“ genannt wurden.

## Geschichte
Jaspar vam Schehe bzw. Grolman wurde 1582 Bürger von Bochum, doch die direkte Stammreihe der Familie beginnt mit Arndt Grolman, geboren um 1570 auf dem Gut zum Grole, gestorben um 1632 in Bochum, wo er auch Bürger und Eisenhändler war.

### Erhebungen in den preußischen Adelsstand in Berlin
- am 27. Dezember 1741 für Georg Arnold Grollmann, preußischer Major im Regiment „von Möllendorf“,
- am 29. September 1786 für die Vettern Heinrich Dietrich Grolman, preußischer Kammergerichts- und Pupillenrat, und Ludwig Grolman, landgräflich hessen-darmstädter Regierungs- und Konsistorialrat in Gießen.
- am 22. Oktober 1812 für die Brüder Adolph Grolman, großherzoglich hessischer Hofgerichts- und Kriminalrichter in Gießen, Dr. jur. Carl Grolman, großherzoglich hessischer Oberappellationsgerichtsrat und Professor in Gießen, Ludwig Grolman, großherzoglich badischer Oberstleutnant und Generaladjutant, und Friedrich Grolman, großherzoglich hessischer Justizamtmann zu Gemünden.
- am 16. Juni 1871 für Friedrich Wilhelm Theodor Grolman, preußischer Oberst à la suite des Infanterie-Regiments Nr. 87 und Kommandeur der 3. Infanterie-Brigade.

## Wappen
- Das Wappen von 1741 zeigt innerhalb eines goldenen Schildrandes in Blau eine goldene Lilie. Auf dem Helm mit blau-silbernen (auch blau-goldenen) Decken ein aufgerichtetes goldbegrifftes blankes Schwert zwischen zwei silbernen Büffelhörnern.
- Das Wappen von 1786 und 1812 zeigt innerhalb eines goldenen Schildrandes in Blau eine silberne Lilie. Auf dem Helm mit blau-silbernen Decken ein aufgerichtetes goldbegrifftes blankes Schwert zwischen zwei silbernen Büffelhörnern.
- Das Wappen von 1871 zeigt in Blau einen von einer goldenen Lilie überhöhten goldenen Stern. Zwei Helme mit blau-goldenen Decken, auf dem rechten das eiserne Kreuz vor sechs abwechselnd blauen und goldenen Straußenfedern; auf dem linken ein aufgerichtetes goldbegrifftes blankes Schwert, über welchem ein goldener Stern schwebt, zwischen offenem, rechts blauem und links goldenem Flug.

## Bekannte Familienmitglieder
- Adolf von Grolman (1812–1887), Großherzoglich Hessischer Generalleutnant und Generaladjutant von Großherzog Ludwig IV.
- Adolf Karl Friedrich Wilhelm Maximilian von Grolman (1888–1973), Literaturwissenschaftler, Autor
- August von Grolman (1805–1848), Professor der Rechte in Gießen
- Eduard von Grolman (1812–1890), Großherzoglich Hessischer Generalleutnant und Kriegsminister
- Ernst von Grolman (1832–1904), preußischer General der Infanterie
- Ferdinand von Grolman (1820–1901), Großherzoglich Hessischer Generalmajor und Kammerherr
- Friedrich Georg Ludwig von Grolman (1726–1789), preußischer Oberst, Ritter des Ordens Pour le Mérite
- Friedrich von Grolman (1784–1859), hessischer Richter und Abgeordneter
- Friedrich von Grolman (General, 1817) (1817–1881), preußischer Generalleutnant
- Friedrich von Grolman (General, 1852) (1852–1927), preußischer Generalleutnant
- Heinrich Dietrich von Grolman (1740–1840), Präsident des Preußischen Obertribunals in Berlin, Hauptredaktor des preußischen Landrechtes
- Helmuth von Grolman (1898–1977), deutscher Generalleutnant und Politiker
- Karl Ludwig Wilhelm von Grolman (1775–1829), Jurist, hessischer Staatsmann, Minister und Ministerpräsident
- Karl von Grolman (General) (1777–1843), preußischer General
- Karl Ludwig Wilhelm von Grolman (1843–1909), hessischer Kammerherr, Generalmajor
- Ludwig Karl von Grolmann (1824–1877), Kreisrat des Kreises Offenbach im Großherzogtum Hessen
- Siegfried von Grolman (1870–1938), Ehren-Generallandschaftsdirektor von Schlesien (Schlesische Landschaft)
- Wilhelm Heinrich von Grolman (1781–1856), Kammergerichtspräsident und preußischer Wirklicher Geheimer Rat
- Wilhelm von Grolman (General, 1829) (1829–1893), preußischer General der Infanterie
- Wilhelm von Grolman (1894–1985), deutscher Politiker (NSDAP)